# Castel Gandolfo
Castel Gandolfo – miasto i gmina w środkowych Włoszech, w regionie Lacjum, w prowincji Rzym, 30 km na południowy wschód od Rzymu, w pobliżu jeziora Albano. Przypuszcza się, że miasto leży na miejscu starożytnego miasta Alba Longa.
Według danych na rok 2004 gminę zamieszkuje 6 927 osób, 494,8 os./km².

## Pałac w Castel Gandolfo
Zasugerowano, aby wydzielić z tego artykułu fragmenty do artykułu Pałac w Castel Gandolfo.

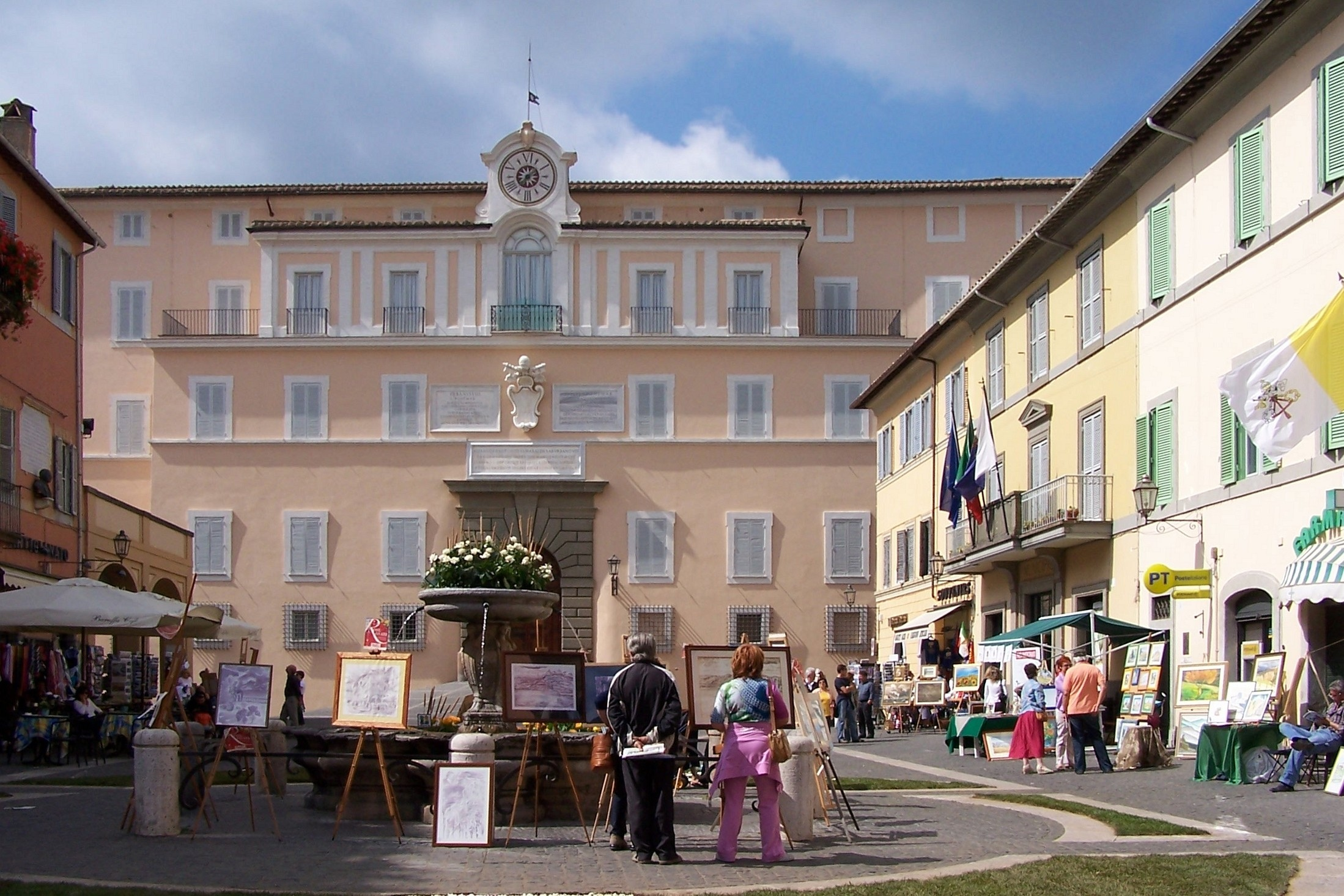
Fasada pałacu papieskiego w Castel Gandolfo

W Castel Gandolfo od XVII wieku znajduje się letnia rezydencja papieży:
- pałac papieski zbudowany w XVII wieku przez Urbana VIII
- ogrody pałacowe
- obserwatorium astronomiczne
- Villa Barberini
- kościół San Tommaso da Villanova (XVII wiek)

Rezydencja ma status eksterytorialny.

### Przebudowa  letniej rezydencji papieży
W 2016 roku papież Franciszek polecił przekształcić papieskie wille w muzeum, na początku 2023 roku postanowił przebudować letnią rezydencję papieską w centrum edukacji ekologicznej i rolnictwa. Na stanowisko dyrektora centrum Franciszek powołał podsekretarza Dykasterii ds. Integralnego Rozwoju Człowieka, ks. Fabio Baggio.